# Józef Niemojewski

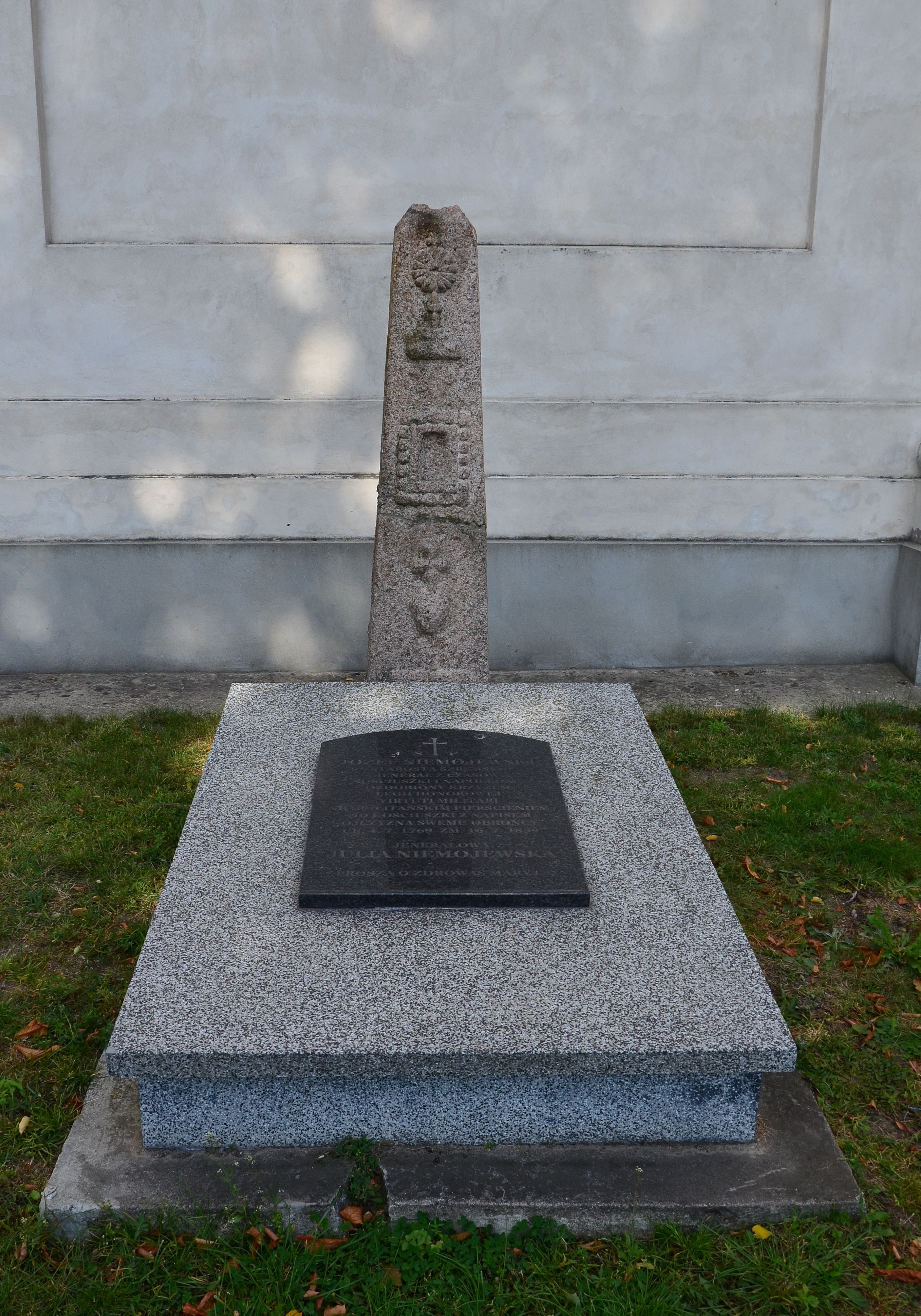
Grób Józefa Niemojewskiego w Świedziebni

Józef Niemojewski herbu Rola (ur. 4 lipca 1769 w Śremie, zm. 16 lipca 1839 w Rokitnicy) – generał brygady Armii Księstwa Warszawskiego, generał major województwa poznańskiego w czasie powstania kościuszkowskiego, wybrany na to stanowisko przez szlachtę 21 sierpnia 1794, starosta śremski. 

## Życiorys
Syn Antoniego Niemojewskiego (1743–1797), kanonika katedralnego poznańskiego.
Prawnuk Andrzeja Ignacego Niemojewskiego (zm. 1701), kasztelana bydgoskiego.
Studiował na Leopoldinum we Wrocławiu. W 1787 jako junkier wstąpił do pruskiego pułku lejbhuzarów. W 1790 awansował na porucznika. Odkupił od Ignacego Bnińskiego stopień rotmistrza 1 Wielkopolskiej Brygady Kawalerii Narodowej. Po objęciu rządów przez konfederację targowicką podał się do dymisji.
Był jednym z organizatorów konspiracji, która przygotowała wybuch insurekcji kościuszkowskiej w Wielkopolsce. Tadeusz Kościuszko mianował go generałem majorem milicji poznańskiej. Po wystąpieniu gen. Dionizego Mniewskiego na Kujawach, proklamował w Kościanie i Gąbinie powstanie miejscowej szlachty przeciwko Prusakom. 31 sierpnia pod Kościanem zniósł 600. osobowy oddział wojsk pruskich gen. Mansteina. 13 września wyparł Prusaków z Kcyni.
Pod koniec września połączył się z dywizją gen. Jana Henryka Dąbrowskiego. Uhonorowany przesłaną mu przez Kościuszkę obrączką z napisem Ojczyzna Obrońcy swemu (numer 30). Wziął udział w zdobyciu Bydgoszczy. W czasie obrony Pragi osłaniał most na Wiśle. W Radoszycach wziął dymisję z wojska i udał się do Francji z listem polecającym do władz francuskich. Mianowany szefem III batalionu 2 Legii, stacjonującym w Mediolanie.
Był jednym z członków Towarzystwa Handlu Czarnomorskiego, założonego przez jakobinów polskich. Osiągnął IV stopień wtajemniczenia masońskiego. Należał do loży Zum Goldenem Leuchter, a w 1805 został współzałożycielem loży Świątynia Mądrości.
18 listopada 1806 cesarz Napoleon I Bonaparte potwierdził nominację Niemojewskiego na generała brygady. Mianowany komendantem wojskowym departamentu poznańskiego, z misją przeprowadzenia rekrutacji do Wojska Polskiego. Na czele brygady składającej się z 1. i 2 Pułków Piechoty wziął udział w szturmie Tczewa, za co został odznaczony Krzyżem Kawalerskim Orderu Virtuti Militari.
Na czele 1 Pułku Kawalerii Narodowej, Strzelców Poznańskich i Kawalerii Płockiej służył w korpusie obserwacyjnym gen. Józefa Zajączka.
W czasie wojny polsko-austriackiej w 1809 został komendantem wojskowym departamentu łomżyńskiego. Po wyzwoleniu Galicji został komendantem departamentu lubelskiego.
W czasie wojny 1812 został dowódcą 15 Brygady Kawalerii w straży przedniej Joachima Murata. Ciężko ranny w początkach kampanii, został z niej praktycznie wyłączony.
Odznaczony w tym samym roku Krzyżem Kawalerskim Legii Honorowej oraz Krzyżem Kawalerskim Orderu Obojga Sycylii.
W 1817 roku był marszałkiem sejmikowym powiatu kieleckiego województwa krakowskiego.
Zmarł w Rokitnicy 16 lipca 1839 r. i został pochowany na cmentarzu przykościelnym w pobliskiej Świedziebni.

## Życie prywatne
Jego żoną była Julia Konkordia Klug.